# نه (ترانه مگان ترینر)
«نه» تک‌آهنگی از هنرمند اهل ایالات متحده آمریکا مگان ترینر است که در ۴ مارس ۲۰۱۶ منتشر شد. این ترانه از آلبوم دوم مگان ترینر به نام سپاسگزارم است.